# Taxi. Le strade del Cairo si raccontano
(Khaled Al Khamissi, Taxi, 2006)
Taxi è una raccolta di racconti scritta dallo scrittore e regista egiziano Khaled Al Khamissi. Pubblicato al Cairo nel 2007, l'opera è un viaggio nella sociologia urbana della capitale egiziana attraverso le voci dei tassisti. Primo libro scritto in dialetto egiziano.
Questo libro riprende la tradizione delle Maqāmāt che ebbero in Yūsuf Idrīs, Badi al-Zaman al-Hamadani e in Qasim ibn Ali i loro massimi rappresentanti.

## Trama
Sottolineando le più diverse specie di tassisti del pianeta, questo sorprendente ritratto svela le inquinate e spietate strade del Cairo, una città che semplicemente rifiuta di fermarsi. Raccogliendo 58 monologhi fittizi dei tassisti cairoti, l'autore ricrea esperienze reali mentre attraversa la città. Questo romanzo porta i lettori su una montagna russa di emozioni irregolari e rumorose come le strade esplosive e caotiche della città. Descritte come una sociologia urbana, una etnografia contemporanea, un classico della storia orale e anche un lavoro di poesia in movimento, queste narrazioni raccontano storie di lotta per la sopravvivenza e per la dignità degli 80.000 tassisti del Cairo. Scritta in modo colloquiale, questa singolare antologia combina acute riflessioni con le intuizioni di fede dell'uomo della strada.

## Scrittura
Taxi è il primo libro egiziano scritto in dialetto che raggiunge il successo. Una tradizione di scritti in dialetto - arabo colloquiale - è sempre esistita nel mondo arabo, ma non ha mai ottenuto l'approvazione dell'establishment letterario. Tuttavia, negli ultimi anni una nuova generazione di giovani arabi autori - tra cui Mohamed Salah al-'Azab, Ahmed al-Aidi, Ahmed Nagi, Imam e Tareq al-Nail Tokhi - ha iniziato un innovativo movimento letterario conosciuto come al-Riwaya Al-Gadida (Il nuovo romanzo), legata al fenomeno dei blogger.

## Critica
Questo libro ha ricevuto molte recensioni positive:
- «Dopo la lettura di Taxi il visitatore avrà imparato molte cose sulla vita quotidiano degli egiziani, sulle loro frustrazioni, sulle loro piccole grandi miserie, sul disprezzo quasi generale delle istituzioni e, soprattutto, sulla loro mancanza di prospettive.»[2]
- «Dalle chiacchiere con i conducenti è scaturito un libro, in breve divenuto un bestseller. Perché le storie ascoltate nelle convulse vie della capitale lasciano trapelare una denuncia caustica e ironica del malessere sociale che attraversa il Paese.»[3]
- «Pur essendo un'opera di fiction (...) non è un vero romanzo, ma un insieme di quadri in cui si affrontano i temi caldi come la politica, l'economia, la sanità e l'istruzione.»[4]
- «Un giornalista, qualche decina di tassisti e una valanga di proteste contro il governo e i politici. Non è la riedizione della rivolta italiana delle auto bianche, ma il soggetto di un libro campione di vendite in Egitto: Taxi, di Khaled Al Khamissi.»[5]
- «Il libro composto da conversazioni in taxi è diventato un best seller che attraversa il paese. Un ritratto della società egiziana, come l'era del settantanovenne presidente Hosni Mubarak che si avvicina alla fine.»[6]
- «Il libro parla della resistenza dello spirito umano, è una potente cronaca della colossale lotta per la sopravvivenza.»[7]
- «Lo leggerai in un giorno e poi tornerai a comprare copie per tutti i tuoi amici.»[8]
- «Un lavoro innovativo che dipinge un quadro veritiero della situazione della società egiziana di oggi, come si è visto da parte di un importante settore sociale.»[9]
- «Guidano come matti, usano le mani e non i semafori per imporsi nel folle traffico del Cairo, e non hanno il tassametro. Ognuno di loro ha una storia da raccontare, come nel best seller di Khalid Al Khamissi, «Taxi», che dipinge la città con le parole dei suoi tassisti.»[10]

## Traduzione
Taxi è il primo libro egiziano di successo scritto per tre quarti in dialetto. Oltre alle cause e le conseguenze socio-politiche legate all'ingresso prorompente del dialetto nella letteratura egiziana contemporanea, il traduttore dalla lingua araba deve tener conto di una situazione linguistica complessa, in quanto il suo lavoro di traduzione/interpretazione si muove entro un quadro eterogeneo che spazia dall'arabo coranico al dialetto popolare.
L'italiano colloquiale con cui è resa la parlata dei tassisti è stato talvolta colorato da termini ed espressioni dialettali meridionali, per lo più napoletane. Questo trova le sue ragioni nel retroterra linguistico del traduttore Ernesto Pagano, e nelle affinità culturali che un meridionale può riscontrare in maniera oggettiva ed empatica confrontandosi con i cairoti. Affinità che inevitabilmente emergono anche nella maniera di concepire le espressioni idiomatiche, gli appellativi, le battute. Fa eccezione il racconto XLI, dove è stato scelto di interpretare col romanesco la parlata del tassista, descritta dall'autore come quella del Limbi, una macchietta del cinema contemporaneo egiziano.

## Racconti
- I - La grazia di Dio
- II - I mangia mazzette
- III - L'intifada dei ladri
- IV - La corsa e il sonno
- V - …odafone
- VI - Sadat, protettore dei migranti
- VII - È tutto un bizness
- VIII - Mi piaceva Ciarz Bronzon
- IX - Il Giorno del Giudizio è vicino
- X - Iraq… Terra mia
- XI - Niqab e tacchi a spillo
- XII - Tamburi di guerra
- XIII - Cancelliamo la parola americano
- XIV - Nubi
- XV - Meglio le Marlboro che il matrimonio
- XVI - La coscienza e la fame
- XVII - Fuad, broker tassista
- XVIII - Un popolo di mendicanti
- XIX - Elezioni e terrorismo
- XX - L'associazione illegale dei Fratelli
- XXI - Pesce, latte e tamarindo
- XXII - Monologo sull'Iraq
- XXIII - Lavo il mio spirito nelle acque del Nilo
- XXIV - 450 lire al mese
- XXV - Coppa d'Africa: vietato ai poveri
- XXVI - Solidarietà tassinara
- XXVII - Affilare i coltelli
- XXVIII - Cairo cab
- XXIX - Magari Albertino mi diventa un genio
- XXX - Scarpe sporche
- XXXI - ZZZ… Zoccola!
- XXXII - Deficienza alimentare
- XXXIII - Mamma Sissi
- XXXIV - Quando Mubarak va a passeggio
- XXXV - Edizione «Moine e inciuci»
- XXXVI - Sarchiapone presidente
- XXXVII - Caramelle amare
- XXXVIII - L'invasione dei tucusa
- XXXIX - Apprendista contrabbandiere
- XL - Niente diretta
- XLI - Filosofia del tassinaro
- XLII - Il mio sogno
- XLIII - Devastazione edilizia
- XLIV - La casa abitata
- XLV - Come la polvere in un bicchiere crepato
- XLVI - Carte false
- XLVII - Tragedia egiziana, all'indiana
- XLVIII - La cantata del tassista
- XLIX - Mubarak? Un pezzo di pane
- L - Risate di pancia
- LI - Impotenza di polli
- LII - Se il suicidio non fosse peccato…
- LIII - Mubarak? A me non mi vuole bene
- LIV - Sicuramente
- LV - I ricchi predoni della strada
- LVI - Emicrania
- LVII - Calvario burocratico
- LVIII - Angelo nero

## Edizioni
- Khaled Al Khamissi, Taxi. Hawadit al-mashawir, Dar El Shorouk, 2007,  pp. 224, cap. 58, ISBN 978-977-09-1683-4.
- Khaled Al Khamissi, Taxi. Cabbie talk, traduzione di Jonathan Wright, Aflame Books, 2008,  pp. 220, cap. 58, ISBN 978-1-906300-02-9.
- Khaled Al Khamissi, Taxi, Egitto, 2008.
- Khaled Al Khamissi, Taxi, Malaysia, 2008.
- Khaled Al Khamissi, Taxi, Almuzara, 2009, ISBN 978-84-92801-45-9.
- Khaled Al Khamissi, Taxi. Le strade del Cairo si raccontano, traduzione di Ernesto Pagano, Collana Altriarabi, il Sirente, Fagnano Alto, 2008,  pp. 216 pp, ISBN 978-88-87847-14-7.
- Khaled Al Khamissi, Taxi, traduzione di Hussein Emara e Moïna Fauchier Delavigne, Collana Textes arabes, Éditions Actes Sud, Arles, 2009,  pp. 192 pp, ISBN 978-2-7427-8541-4.
- Khaled Al Khamissi, Taxi. Unterwegs in Kairo, Lenos Verlag, Basilea, 2011,  pp. 192 pp, ISBN 978-3-85787-413-0.